# 布萊恩鎮區 (內布拉斯加州安蒂洛普縣)
布萊恩鎮區（英語：Blaine Township）是位於美國內布拉斯加州安蒂洛普縣的一個行政鎮區。

## 地方資料
布萊恩鎮區的面積為92.77平方千米，當中陸地面積為92.76平方千米，而水域面積為0.01平方千米。根據2020年美國人口普查的數據，當地共有人口119人，而人口密度為每平方千米1.28人。